# Dąbrowa Tarnowska
Dąbrowa Tarnowska er en gammel by i den sydlige del af Polen, i Małopolskie voivodskab.
- Areal: 23,07 km²
- Befolkning: 11.435 (2006)